# Franck Esposito
Franck Esposito (ur. 13 kwietnia 1971 w Salon-de-Provence), były francuski pływak specjalizujący się stylu motylkowym, brązowy medalista olimpijski z Barcelony na dystansie 200 m stylem motylkowym, wicemistrz świata z 1998 r. z Perth oraz czterokrotny mistrz Europy na 200 m stylem motylkowym, mistrz świata oraz mistrz Europy na basenie 25-metrowym. Aktualnie jest trenerem m.in. Coralie Balmy.
Esposito czterokrotnie w swojej karierze bił rekord świata na dystansie 200 m stylem motylkowym na krótkim basenie.